# Guundie Kuchling
Guundie Kuchling (geboren in Salzburg) ist eine österreichisch-australische Schriftstellerin und Künstlerin. Sie hat zahlreiche illustrierte Kinderbücher zu Umweltthemen veröffentlicht.

## Biografie
Guundie Kuchling wurde in Salzburg geboren. 1980 schloss sie das Studium an der Hochschule für Angewandte Kunst in Wien ab. Danach baute sie einen biologischen Bauernhof auf und unterrichtete Kunst- und Werkerziehung an einem Gymnasium. Sie machte Ausstellungen mit Druckgrafiken, Skulpturen und Zeichnungen und betätigte sich schriftstellerisch. 1985 lernte sie den Herpetologen Gerald Kuchling kennen und zog nach Madagaskar. Seit 1987 lebt sie in Australien.

## Werke
- Today is a Day. Art and Poetry. Nedlands: Cygnet / University of Western Australia Press, 1990; ISBN 0855643102.
- (mit Gerald Kuchling) Yakkinn the Swamp Tortoise:
  - Bd. 1: The Most Dangerous Year. Flinders Park: Era, 1996; ISBN 1863742727.
    - dt.: Yakkinn die Sumpfschildkröte. Das gefährlichste Jahr. Subiaco: Chelonia, 1995; ISBN 0646227181.
    - frz.: Yakkinn, la tortue de marecage. L’annee la plus dangereuse. Subiaco: Chelonia, 1995; ISBN 0646227181.

  - Bd. 2: Survival. Flinders Park: Era, 1997; 1863742743.
- Turtle-Taxi. Nedlands: University of Western Australia Press, 1998; ISBN 1876268158.
- Squiggle, Diddle, Plop! St. Leonards: Allen & Unwin, 2000; ISBN 1865083550.
- Mega, Mega, Mates! Half the Story. Crows Nest: Allen & Unwin, 2001; ISBN 1865084743.
- Silverskin. Crawley: Cygnet, 2002; ISBN 1876268638.
- Poppy’s Gift. Kew East: Windy Hollow, 2006; ISBN 1921136928.
- Tommy’s Pet. South Melbourne: Lothian, 2007; ISBN 0734409281.
- See Food! Kew East: Windy Hollow, 2007; ISBN 1921136022.
- (mit Evelyn Tambour) With Love from Head to Toe. Kew East: Windy Hollow, 2009; ISBN 1921136332.
- Naked Notes. Perth: Chelonia, 2015; ISBN 9780994291318.